# Robin Robertson
Robin Robertson, född 1955 i Scone, Perth and Kinross, är en skotsk poet, förlagsredaktör, översättare och ledamot av Royal Society of Literature. Han debuterade 1997 med diktsamlingen A Painted Field och har därefter publicerat ytterligare fyra samlingar. Han växte upp på den skotska nordostkusten men har tillbringat större delen av sitt yrkesliv i London. Han har varit förlagsredaktör åt Penguin Books, åt Secker and Warburg och åt Jonathan Cape. 2006 utgav han en engelsk tolkningsvolym av Tomas Tranströmers poesi. Han har även nyöversatt de grekiska tragedierna Medea och Backanterna av Euripides. 2013 tilldelades han det internationella, tyska Petrarcapriset tillsammans med Adonis.

## Diktsamlingar
- A Painted Field (London : Picador, 1997)
- Slow Air (Picador, 2002)
- Swithering (Picador, 2006)
- The Wrecking Light (Picador, 2010)
- Hill of Doors (Picador, 2013)
- Sailing the Forest (Farrar, Straus and Giroux, 2014)

## Fotnoter
1. ↑  Presentation av poeten blueflowerarts.com